# روبرت ميلن (معماري)
كان روبرت ميلن (4 يناير 1733 - 5 مايو 1811) مهندسًا معماريًا ومدنيًا إسكتلنديًا، ويُذكر على نحو خاص لتصميمه جسر بلاكفرايرز في لندن. وُلد ونشأ في إدنبرة، وسافر إلى أوروبا في شبابه ليدرس العمارة في روما لدى بيرانيزي. في 1758، صار أول بريطاني يفوز في مسابقة العمارة التي تقام كل ثلاث سنوات في أكاديمية سان لوقا. أكسبه ذلك شهرة في جميع أرجاء لندن، كما أكسبه منافسة ابن بلده الإسكتلندي روبرت آدم.
عند عودته إلى بريطانيا، فاز ميلن بمسابقة تصميم جسر بلاكفرايرز على نهر التمز، واختير تصميمه من بين تصميمات مهندسين مرموقين مثل جون سمتون. عُين مساحًا لدى شركة نيو ريفر، التي كانت تزود لندن بمياه الشرب، ومساح مبنى لدى كاتدرائية القديس بولس حيث كان مسؤولًا عن صيانة المبنى الذي صممه السير كريستوفر رن. تولى كلا المنصبين طيلة حياته. صمم ميلن عددًا من المنازل الريفية والأبنية المدنية، بالإضافة إلى الجسور. مع تطور حياته المهنية، أولى الهندسة الحصة الأكبر من تركيزه، وكتب تقارير عن الموانئ وقدم المشورة في القنوات، وظهر بصفة شاهد خبير في دعاوى قضائية ومحاكمات.
كان ميلن أحد الأعضاء المؤسسين، رفقة جون سميتون، لجمعية المهندسين المدنيين، وهي أول جمعية هندسية في العالم، والتي تأسست في 1771. كان أيضًا أحد مؤسسي نادي المهندسين المعماريين، وهي هيئة حرفية مبكرة أخرى، وكان على صلة اجتماعية منتظمة بالأطباء والفلاسفة والعلماء البارزين في عصره. عُرف ميلن بسرعة انفعاله وبأمانته، وكان ذا حسٍ قوي بالواجب، ويمكن أن يكون عنيدًا عندما يعرف أنه محق. جعله تعنّته هذا مكروهًا لدى البعض، في عصر كان الفساد مستشريًا فيه أكثر من اليوم. توفي بعمر الثامنة والسبعين ودُفن في كاتدرائية القديس بولس، وثمة نصب تذكاري له في السرداب.

## نشأته
انحدر ميلن من عائلة من المهندسين المعماريين والبنّائين، وكان حفيد المعمار والمهندس روبرت ميلن (1633 - 1710)، الذي يُذكر على نحو خاص لعمله بصفة كبير بنائي الملك في قصر هوليرود بإدنبرة. وُلد روبرت الأصغر في إدنبرة، ابنًا لتوماس ميلن، مسّاح مدينة إدنبرة، وشمّاس اتحاد كنيسة القديسة ميري، وهي نقابة البنائين الرئيسة في إدنبرة. تلقى تعليمه في الثانوية الملكية من عمر التاسعة حتى الرابعة عشرة، وبعد ذلك تدرب تحت إشراف دانييل رايت، وهو صانع، أو نجار، لست سنوات. في خلال هذا الوقت، يُرجح أنه تعلم البناء بالأحجار كذلك من والده. تولى أعمالًا لدوق آثول في قلعة بلير ببيرثشاير، وكان مُتوقعًا أن يتسلم أعمال العائلة من والده.

## الجولة الكبرى

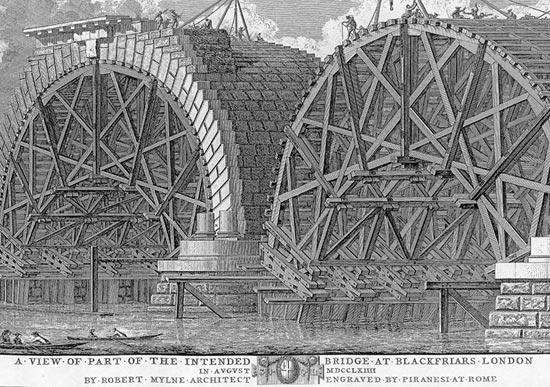
جسر بلاكفرايرز الأصلي، لندن، قيد الإنشاء عام 1764

في خريف عام 1754، انطلق ميلن قاصدًا البر الرئيس الأوروبي في «جولة كبرى»، لينضم إلى أخيه ويليام، الذي كان يدرس في باريس منذ سنة. سافرا عبر فرنسا معًا، على الأقدام وعبر القارب في الغالب، فزارا أفنيون ومارسيليا، وأبحرا من هناك إلى جبت بكة. سافرا ثانية على الأقدام، ووصلا إلى روما في يناير 1755، حيث استأجرا في فيا دي كوندوتي. تواصلا مع آندرو لوميسدين، سكرتير جيميس ستيوارت، «المدّعي العجوز»، وآبيه بيتر غرانت، وكيل الإسكتلنديين بروما. صادفا كذلك روبرت آدم، وهو شاب إسكتلندي كان يدرس العمارة كذلك. ازدرى آدم وضع الأخوين ميلن التعيس، لكنه رأى روبرت ميلن منافسًا محتملًا، ولاحظ أنه «بدأ بالرسم بمستوى جيد للغاية». كان الأخوان ميلن يعانيان من نقص مستمر في الأموال، وكان لهما مصروف مشترك من والدهما يبلغ 45 جنيه استرليني في العام فقط، مقارنة بمصروف آدم السنوي الذي يبلغ نحو 800.5 جنيهًا استرلينيًا في العام.
تعلم ميلن الرسم التخطيطي والمعماري، ودرس فن الزخرفة المعمارية تحت إشراف جيوفاني باتيستا بيرانيزي. كان لبيرانيزي، الذي درّس روبرت آدم أيضًا، أثر كبير على ميلن الشاب، واستمر الاثنان بالتراسل بعد أن غادر الأخير روما. درس ميلن نظام القنوات الرومانية القديمة، وبدأ يتلقى أعمالًا مأجورة بصفته مدرسًا. استفسرت رسالة من دوق آثول عن موعد عودته ليستأنف عمله مع بلير، وعرضت على ميلن منصب كبير النقاشين، لكنه فضل البقاء ومتابعة دراساته. في ربيع عام 1757، قُريب عودة ويليام إلى الوطن، رافق ميلن الدبلوماسي ريتشارد فيلبس والآثاري ماثيو نولتي في جولة بصقلية. أنتج مخططات وقاس رسومات لآثار من أجل كتاب مُعدّ، رغم أنه لم يُنشر قط.
في 1758، قررن ميلن المشاركة في مسابقة العمارة ثلاثية السنوات، والمعروفة باسم كونكورسو كليمنتينو، في أكاديمية سان لوقا، وكان الموضوع تصميم معرض عام. جهز مجموعتين من الرسومات على مدى سبعة أشهر، ويظهر أنه رفض الأولى وقدم الثانية. كان هذا التصميم الفائز مستلهمًا بشدة من العمارة الكلاسيكية الجديدة الفرنسية، ما ساعده على البروز في وسط مجموعة من المشاركات الباروكية في معظمها. في السادس من سبتمبر، كان على جميع المشاركين إتمام اختبار، وهو تمرين رسم خاضع للامتحان، وفي 18 سبتمبر 1758، حصل ميلن على الميدالية الفضية، باعتباره أول بريطاني يفوز بالمسابقة على الإطلاق. مُنح الجائزة في احتفال حضره عشرون كاردينالًا، بالإضافة إلى جيمس ستيوارت، المدّعي العجوز، الذي كان يُشار إليه في روما باسم «ملك إنجلترا جيمس الثالث». روجت عائلته في إدنبرة ولندن للمناسبة، وحصل على رعاية الأمير ألتييري، الذي رتّب لانتخابه إلى الأكاديمية.
غادر ميلن روما في أبريل 1759، فسافر إلى فلورنسا، حيث انتُخب لأكاديمية الفنون، ثم البندقية وبريشا، والفيلات التي صممها أندريا بالاديو. سافر بعد ذلك عبر ألمانيا إلى روتردام، ووصل إلى لندن في 17 يوليو 1759.